# Hiến pháp Việt Nam Dân chủ Cộng hòa năm 1946

Hiến pháp năm 1946

Hiến pháp Việt Nam Dân chủ Cộng hòa năm 1946 là bản hiến pháp đầu tiên của nước Việt Nam Dân chủ Cộng hòa, được Quốc hội khóa I thông qua vào ngày 9 tháng 11 năm 1946. Sau khi Hiến pháp được Quốc hội thông qua, Chủ tịch Hồ Chí Minh, trên cương vị là Chủ tịch nước Việt Nam Dân chủ Cộng hòa và với vai trò là người đứng đầu Ban dự thảo Hiến pháp, đã thực hiện chức trách ban bố Hiến pháp. Do chiến tranh Đông Dương bùng nổ ngay sau khi bản hiến pháp này được thông qua nên nó chỉ có được thi hành ở các vùng nó còn chiếm giữ, vùng Pháp chiếm được thì vẫn dùng luật pháp của Pháp và sau đó là cả của Quốc gia Việt Nam. Do tình hình chiến tranh, Hiến pháp năm 1946 chưa được công bố rộng rãi tên toàn cõi Việt Nam.

## Lịch sử
Ủy ban dự thảo Hiến pháp được thành lập theo Sắc lệnh số 34-SL ngày 20 tháng 9 năm 1945 gồm có 7 thành viên: Hồ Chí Minh, Vĩnh Thụy (tên của vua Bảo Đại sau khi thoái vị), Đặng Thai Mai, Vũ Trọng Khánh, Lê Văn Hiến, Nguyễn Lương Bằng, Đặng Xuân Khu (Trường Chinh) .
Chủ tịch Hồ Chí Minh đề nghị Ủy ban giao cho Đặng Thai Mai và Vũ Trọng Khánh soạn bản dự thảo đầu tiên. Hai ông tập trung trí tuệ và sức lực phác thảo đề cương trình Ủy ban góp ý thông qua, rồi chia nhau bắt tay vào việc chấp bút chi tiết.
Giáo sư Đặng Thai Mai kể lại: “Vũ Trọng Khánh chịu trách nhiệm viết các phần quan trọng nhất, chiếm khoảng ba phần tư dự án. Tôi chỉ viết một phần tư còn lại. Sau đó, anh Khánh duyệt phần do tôi viết, rồi viết lại toàn bộ văn bản trước khi chuyển tới Võ Nguyên Giáp”.
Trong quá trình dự thảo, hai ông tranh thủ ý kiến của Đại tướng Võ Nguyên Giáp, hai cụ Bùi Bằng Đoàn, Phan Kế Toại. Nhiều trí thức nổi tiếng thời đó như Luật sư Phan Anh, Luật sư Nguyễn Mạnh Tường còn cho mượn cả những văn kiện tiếng Pháp (như Tuyên ngôn Độc lập Hoa Kỳ, Hiến pháp Hoa Kỳ, Hiến pháp Pháp, …) mà Chủ tịch Hồ Chí Minh yêu cầu phải tìm để tham khảo. 
Ngày 8/11/1945, Ủy ban Dự thảo họp phiên cuối cùng do Chủ tịch Hồ Chí Minh, Trưởng ban chủ trì. Người đề nghị Bộ trưởng Bộ Tư pháp Vũ Trọng Khánh đọc toàn văn bản dự thảo. Tất cả 7 thành viên biểu quyết tán thành. Chủ tịch Hồ Chí Minh kết luận: “Đây là một bản dự thảo đặc sắc, ông Vũ Trọng Khánh có công đầu”. Người yêu cầu cho công bố ngay để lấy ý kiến cả nước. 
Ban dự thảo Hiến pháp (Tiểu ban Hiến pháp) được Quốc hội bầu ra ngày 2 tháng 3 năm 1946 gồm có 11 thành viên: Tôn Quang Phiệt,Trần Duy Hưng, Nguyễn Thị Thục Viên, Đỗ Đức Dục (Dân chủ Đảng), Cù Huy Cận (Dân chủ Đảng), Nguyễn Đình Thi (Việt Minh), Huỳnh Bá Nhung, Trần Tấn Thọ, Nguyễn Cao Hách, Đào Hữu Dương, Phạm Gia Đỗ (4 vị thuộc Việt Nam Cách mệnh Đồng minh Hội và Việt Nam Quốc dân Đảng). Ban này tiếp tục nghiên cứu dự thảo hiến pháp.
Trong phiên họp ngày 29 tháng 10 năm 1946, Tiểu ban Hiến pháp được mở rộng thêm 10 đại biểu đại diện cho các nhóm, các vùng và đồng bào thiểu số để tu chỉnh dự thảo hiến pháp và trình ra Quốc hội ngày 2 tháng 11 năm 1946 để Quốc hội thảo luận, sửa chữa và thông qua.
Bản hiến pháp được Quốc hội thông qua vào ngày 9 tháng 11 năm 1946, tại kỳ họp thứ 2, với 240 phiếu tán thành trên tổng số 242 phiếu.
Sau đó, Quốc hội ra nghị quyết giao nhiệm vụ cho Ban Thường trực Quốc hội "cùng với chính phủ ban bố và thi hành hiến pháp khi có điều kiện", "trong thời kì chưa thi hành được Hiến pháp thì chính phủ phải dựa vào những nguyên tắc đã định trong hiến pháp để ban hành các sắc luật". Tuy nhiên, Chiến tranh Đông Dương bùng nổ vào ngày 19 tháng 12 năm 1946 đã làm việc tổ chức tổng tuyển cử bầu Nghị viện nhân dân không có điều kiện để thực hiện. Do tình hình chiến tranh, Hiến pháp năm 1946 chưa được chính thức công bố còn theo Báo Tuổi trẻ thì nó chưa từng có hiệu lực về phương diện pháp lý.

## Nội dung
Hiến pháp nước Việt Nam Dân chủ Cộng hòa năm 1946 là một bản hiến văn ngắn, bao gồm lời nói đầu và 7 chương, 70 điều.
Lời nói đầu khẳng định ba nguyên tắc cơ bản của bản Hiến pháp này:
- "Đoàn kết toàn dân không phân biệt giống nòi, gái, trai, giai cấp, tôn giáo.
- "Đảm bảo các quyền tự do dân chủ.
- "Thực hiện chính quyền mạnh mẽ và sáng suốt của nhân dân."

Chương I quy định chính thể của Việt Nam là Dân chủ Cộng hòa
Chương II quy định nghĩa vụ và quyền lợi công dân, xác nhận sự bình đẳng về mọi phương diện của tất cả công dân Việt Nam trước pháp luật.
Chương III quy định về nghị viện nhân dân.
Chương IV quy định về chính phủ - cơ quan hành chính cao nhất của toàn quốc
Chương V quy định phương diện hành chính, bộ, tỉnh, huyện, xã; quy định về cơ quan hành chính (ủy ban hành chính và hội đồng nhân dân) các cấp.
Chương VI quy định về cơ quan tư pháp bao gồm toà án tối cao, các toà án phúc thẩm, các toà án đệ nhị cấp và sơ cấp.
Chương VII quy định về việc sửa đổi Hiến pháp, trong đó có quyền phúc quyết hiến pháp của dân.

### So sánh
Quy định về việc sửa đổi Hiến pháp (Chương VII) không được kế thừa trong các bản hiến pháp sau này của Việt Nam Dân chủ Cộng hòa và Cộng hòa Xã hội Chủ nghĩa Việt Nam.
Vai trò và quyền lực của chủ tịch nước như được quy định trong Hiến pháp năm 1946 rất lớn: Chủ tịch nước không chịu trách nhiệm trước Quốc hội, không thể bị khởi tố trừ tội phản quốc, có thể từ chối công bố các đạo luật do Quốc hội ban hành và yêu cầu Quốc hội thảo luận lại. Đặc điểm này gần với quy định về quyền lực của tổng thống trong Hiến pháp nước Mỹ. Trong các bản hiến văn theo mô hình Xô Viết sau này của Việt Nam Dân chủ Cộng hòa và Cộng hòa Xã hội chủ nghĩa Việt Nam, chủ tịch nước chỉ có chức năng nghi lễ mà ít mang tính quyền lực.
Hiến pháp năm 1946 công nhận các quyền cơ bản của công dân như quyền sở hữu tài sản, quyền tự do kinh doanh, quyền khiếu nại tố cáo... Ở các bản Hiến pháp sửa đổi năm 1959 và 1980, các quyền này không được quy định rõ ràng hoặc không đầy đủ. Đến bản Hiến pháp sửa đổi năm 1992 lại có nhiều điểm tương tự Hiến pháp năm 1946.
Điều 10 bản Hiến pháp năm 1946 quy định rõ ràng các quyền tự do cá nhân: "Công dân Việt Nam có quyền: tự do ngôn luận, tự do xuất bản, tự do tổ chức và hội họp, tự do tín ngưỡng, tự do cư trú, đi lại trong nước và ra nước ngoài". Đây là những quyền tự do bị hạn chế trong các bản hiến pháp sau này.
So sánh với hiến pháp của các quốc gia khác, tác giả Phạm Duy Nghĩa cho rằng nội dung Hiến pháp năm 1946 của Việt Nam Dân chủ Cộng hòa "không hề có bóng dáng của Hiến pháp Liên Xô 1936", có "thái độ thượng tôn và tiếp nối truyền thống tư pháp đã có từ thời thực dân", và chứa đựng những tư tưởng dân chủ hơn hẳn hệ thống luật pháp của Cộng hòa nhân dân Trung Hoa.

### Đánh giá
Tiến sĩ Nguyễn Sĩ Dũng cho rằng Hiến pháp năm 1946 phản ánh đúng tinh thần pháp quyền - "những nguyên tắc và phương thức tổ chức quyền lực sao cho lạm quyền không thể xảy ra và quyền tự do, dân chủ của nhân dân được bảo vệ". Điều đó thể hiện ở 5 điểm:
1. Hiến pháp đã được đặt cao hơn nhà nước. Nghị viện nhân dân không thể tự mình sửa đổi Hiến pháp. Mọi sự sửa đổi, bổ sung đều phải đưa ra toàn dân phúc quyết (Điều 70 Hiến pháp năm 1946).
2. Các quyền của người dân được Hiến pháp ghi nhận và bảo đảm thay vì được nhà nước ghi nhận và bảo đảm.
3. Quyền năng giữa các cơ quan nhà nước được phân chia khá rõ và nhiều cơ chế kiểm tra và giám sát lẫn nhau đã được thiết kế.
4. Quyền năng giữa chính quyền trung ương và chính quyền địa phương cũng được phân chia rất rõ.
5. Vai trò độc lập xét xử của toà án được bảo đảm. Các cơ quan khác không có quyền can thiệp.

Ông đánh giá "Hiến pháp năm 1946 là bản hiến pháp dân chủ, tiến bộ không kém bất kỳ bản hiến pháp nào trên thế giới".
Giáo sư Trần Ngọc Đường, Phó Chủ nhiệm Văn phòng Quốc hội (năm 2006), cho rằng các điểm nổi bật của Hiến pháp năm 1946 là: Tư tưởng của Hồ Chí Minh về nền lập hiến Việt Nam; Tư tưởng quyền lực thuộc về nhân dân; Tư tưởng pháp quyền; Những quy định về quyền con người và đảm bảo quyền công dân; Cơ chế bảo hiến; Sửa đổi hiến pháp. Theo ông, việc nghiên cứu về "quyền phúc quyết" hiến pháp của người dân trong Điều 70 Hiến pháp năm 1946 rất có ý nghĩa trong hoàn cảnh xây dựng Luật trưng cầu dân ý của Việt Nam.
Giáo sư Phạm Duy Nghĩa, Đại học Quốc gia Hà Nội, cho rằng Hiến pháp năm 1946 là "bản hiến văn dân chủ vào loại bậc nhất Đông Nam châu Á lúc bấy giờ" và "đã có thể là một bản khế ước tốt để ràng buộc và khống chế công bộc với lợi ích của ông chủ nhân dân". Ông tỏ ý tiếc rằng sáu mươi năm sau Việt Nam "đã không có cơ hội đi xa hơn trong chủ nghĩa lập hiến."  Theo ông, Hiến pháp năm 1946 vẫn phù hợp với hoàn cảnh hiện tại của Việt Nam và "vẫn còn nguyên giá trị cho một xã hội dân chủ pháp quyền ở Việt Nam".
Tiến sĩ Nguyễn Minh Tuấn, Đại học Saarland, Đức cho rằng: Điểm khác biệt và là nét độc đáo của Hiến pháp năm 1946 so với các bản Hiến pháp sau này là bản Hiến pháp này không theo bất kỳ một nguyên mẫu Hiến pháp nào có sẵn trong lịch sử. Sau khi cách mạng Tháng Mười Nga năm 1917 thành công, có một bản Hiến pháp rất nổi tiếng và có hiệu lực ở Liên Xô thời điểm đó là Hiến pháp năm 1936, nhưng chủ tịch Hồ Chí Minh - một người chịu ảnh hưởng sâu sắc của chủ nghĩa Mác - Lênin cũng không lấy bản Hiến pháp này là khuôn mẫu khi xây dựng Hiến pháp năm 1946. Ông cho rằng thực tế Hiến pháp năm 1946 đã có những yếu tố nhất định thể hiện cơ chế phân công quyền lực, kiểm soát và cân bằng quyền lực.
Đây là bản hiến pháp được soạn thảo theo tinh thần "tam quyền phân lập": lập pháp (Quốc hội), hành pháp (Chính phủ) và tư pháp (Tòa án) với ảnh hưởng của Hiến pháp Hoa Kỳ, Pháp, và hiến pháp của các nước cộng hòa khác. Điều 1 của Hiến pháp năm 1946 ghi rõ: "Nước Việt Nam là một nước Dân chủ Cộng hòa". Nó không hề có một điều khoản nào quy định là một đảng phái nào hay một ý thức hệ nào là độc tôn và độc quyền lãnh đạo đất nước như các bản hiến pháp sau này của Việt Nam Dân chủ Cộng hoà hay Cộng hoà Xã hội chủ nghĩa Việt Nam.
Tuy nhiên những giá trị của bản Hiến pháp năm 1946 không được vận dụng trong thực tế mà chỉ có giá trị về mặt chính trị. Bởi vì nhiều lý do khiến cho Hiến pháp năm 1946 không được thực thi.